# Striacosta albicosta
Striacosta albicosta là một loài bướm đêm trong họ Noctuidae.